# Ален (Оклахома)
Ален (енгл. Allen) град је у америчкој савезној држави Оклахома.

## Демографија
По попису из 2010. године број становника је 932, што је 19 (-2,0%) становника мање него 2000. године.
| Група             | 2000.       | 2010.       |
| Белци             | 727 (76,4%) | 699 (75,0%) |
| Афроамериканци    | 4 (0,4%)    | 1 (0,1%)    |
| Азијати           | 1 (0,1%)    | 4 (0,4%)    |
| Хиспаноамериканци | 19 (2,0%)   | 9 (1,0%)    |
| Укупно            | 951         | 932         |